# スーパーファミコン版 すぎやまこういち 交響組曲「ドラゴンクエストI」
『スーパーファミコン版 すぎやまこういち 交響組曲「ドラゴンクエストI」』（スーパーファミコンばん すぎやまこういち こうきょうくみきょく ドラゴンクエストワン）は、日本の作曲家であるすぎやまこういちによるスーパーファミコン用ロールプレイングゲーム『ドラゴンクエストI・II』（1993年）のサウンドトラック。
1994年1月12日にSony Recordsからリリースされ、作曲と指揮はすぎやま、演奏はロンドン・フィルハーモニー管弦楽団、プロデューサーはすぎやまの妻で、所属事務所「スギヤマ工房」の代表取締役を務めている椙山之子とソニー・ミュージックエンタテインメントの伊藤八十八がそれぞれ担当した。

## 構成
エニックス（現・スクウェア・エニックス）よりリリースされているコンピュータRPG『ドラゴンクエストシリーズ』の第1作『ドラゴンクエスト』（1986年）のリメイクである『ドラゴンクエストI・II』（1993年）のサウンドトラックとして発表され、ロンドン・フィルハーモニー管弦楽団の演奏によるヴァージョンに加え、スーパーファミコンの音源からなる『オリジナル・ゲーム・サウンド』、『MEコレクション』の3部構成となっている。

## ディスクジャケット
ディスクジャケットは、『ドラゴンクエストI・II』のパッケージイラストを、背面を青色にアレンジしたものになっている。

## リリース
1994年1月12日にSony RecordsからCDのみでリリースされた。初回封入特典として『ドラゴンクエストI・II ロゴステッカー』が同梱されている。
2000年8月23日に『スーパーファミコン版 すぎやまこういち 交響組曲「ドラゴンクエストII」』（1994年）の収録曲が入ったコンピレーション・アルバム『交響組曲「ドラゴンクエストI・II」』がリリースされた。

## 批評
| 専門評論家によるレビュー | 専門評論家によるレビュー |
| レビュー・スコア         | レビュー・スコア         |
| 出典                     | 評価                     |
| ------------------------ | ------------------------ |
| CDジャーナル             | 肯定的                   |

CDジャーナルは、総評として「スコアはオリジナルのままだが、ロンドンフィルハーモニー管弦楽団による演奏は音の厚みにおいて、過去のものを凌駕していることは間違いない」と肯定的な評価を下している。

## 収録曲
| 全作曲: すぎやまこういち。 | |       |                  |      |
| #                          | タイトル | 作詞  | 作曲・編曲       | 時間 |
| 1.                         | 「序曲」(OVERTURE MARCH) |       | すぎやまこういち | 4:01 |
| 2.                         | 「ラダトーム城」(CHATEAU LADUTORM) |       | すぎやまこういち | 3:24 |
| 3.                         | 「街の人々」(PEOPLE) |       | すぎやまこういち | 3:41 |
| 4.                         | 「広野を行く」(UNKNOWN WORLD) |       | すぎやまこういち | 2:08 |
| 5.                         | 「戦闘」(FIGHT) |       | すぎやまこういち | 2:14 |
| 6.                         | 「洞窟」(DUNGEON) |       | すぎやまこういち | 3:41 |
| 7.                         | 「竜王」(KING DRAGON) |       | すぎやまこういち | 3:09 |
| 8.                         | 「フィナーレ」(FINALE) |       | すぎやまこういち | 2:41 |
| 9.                         | 「序曲」(オリジナル・ゲーム・サウンド) |       | すぎやまこういち | 1:05 |
| 10.                        | 「街の人々 (名前入力)」(オリジナル・ゲーム・サウンド) |       | すぎやまこういち | 0:44 |
| 11.                        | 「ラダトーム城」(オリジナル・ゲーム・サウンド) |       | すぎやまこういち | 2:34 |
| 12.                        | 「街の人々」(オリジナル・ゲーム・サウンド) |       | すぎやまこういち | 2:34 |
| 13.                        | 「広野を行く」(オリジナル・ゲーム・サウンド) |       | すぎやまこういち | 2:12 |
| 14.                        | 「戦闘」(オリジナル・ゲーム・サウンド) |       | すぎやまこういち | 1:41 |
| 15.                        | 「洞窟」(オリジナル・ゲーム・サウンド) |       | すぎやまこういち | 2:27 |
| 16.                        | 「竜王」(オリジナル・ゲーム・サウンド) |       | すぎやまこういち | 2:01 |
| 17.                        | 「フィナーレ」(オリジナル・ゲーム・サウンド) |       | すぎやまこういち | 2:17 |
| 18.                        | 「MEコレクション (宿屋〜勝利〜レベル･アップ〜死〜呪〜協会〜重要アイテム発見〜ねむりの笛〜ローラの愛〜虹の杖〜虹のかけ橋)」(オリジナル・ゲーム・サウンド) |       | すぎやまこういち | 1:02 |
| 合計時間:                  | 合計時間: | 43:36 |                  |      |

## クレジット

### スタッフ
| 企画・監修: すぎやまこういち |

| プロデューサー: |  | - 伊藤八十八 (ソニー・ミュージックエンタテインメント) - 椙山之子 (スギヤマ工房) |

| ディレクター: |  | - JOHN MIDDLETON - 金丸潤 (ソニー・ミュージックエンタテインメント) |

| レコーディング・エンジニア: オーケストラ版 ROGER SMITHSON |

| アシスタント・エンジニア: RUSSELL SMITHSON |

| マスタリング: |  | - 笠井鉄平 (ソニー・ミュージックエンタテインメント) - 宮田信吾 (ソニー・ミュージックエンタテインメント) |

| オリジナル版: |  | チュンソフト 田口泰宏 |

| デザイン: 澤秀樹 (ソニー・ミュージックエンタテインメント) |

| コーディネーター: |  | - JOHN R. BULLOCK (アド・キャップ) - 城野美貴 (ソニー・ミュージックエンタテインメント) - 市川武 (ハーモニー) |

| スペシャル・サンクス: |  | - 千田幸信 (エニックス) - 山岸功典 (エニックス) - 丸山茂樹 (エニックス) |

| ベリー・スペシャル・サンクス: 株式会社エニックス |

| 音楽制作: スギヤマ工房                                       |
|                                                              |
| - ロンドン・フィルハーモニー管弦楽団 The London Philharmonic |
| リーダー: KONSTANTIN STOIANOV                                |
| 指揮: すぎやまこういち                                       |
|                                                              |
| 録音・場所: 1991年9月5日 CTS STUDIO (LONDON)                 |

## リリース日一覧
| No. | リリース日    | レーベル     | 規格 | 規格品番  | 最高順位 | 備考                                           | 出典  |
| --- | ------------- | ------------ | ---- | --------- | -------- | ---------------------------------------------- | ----- |
| 1   | 1994年1月12日 | Sony Records | CD   | SRCL-2733 |          | - 特典: - ドラゴンクエストI・II ロゴステッカー | [ 3 ] |